# Peperomia boninsimensis
Peperomia boninsimensis är en pepparväxtart som beskrevs av Tomitaro Makino. Peperomia boninsimensis ingår i släktet peperomior, och familjen pepparväxter. Inga underarter finns listade i Catalogue of Life.